# Lorenz Spengler

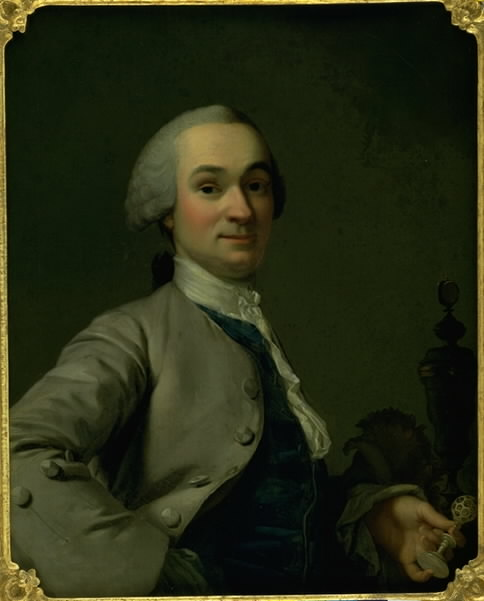
Lorenz Spengler, Gemälde von Vigilius Eriksen

Lorenz Spengler, auch Lorentz (* 22. September 1720 in Schaffhausen; † 20. Dezember 1807 in Kopenhagen), war ein bedeutender Schweizer Kunstdrechsler und Elfenbeinschnitzer sowie Naturforscher und Dänisch-Königlicher Kunstkammerverwalter im Schloss Rosenborg in Kopenhagen.

## Leben

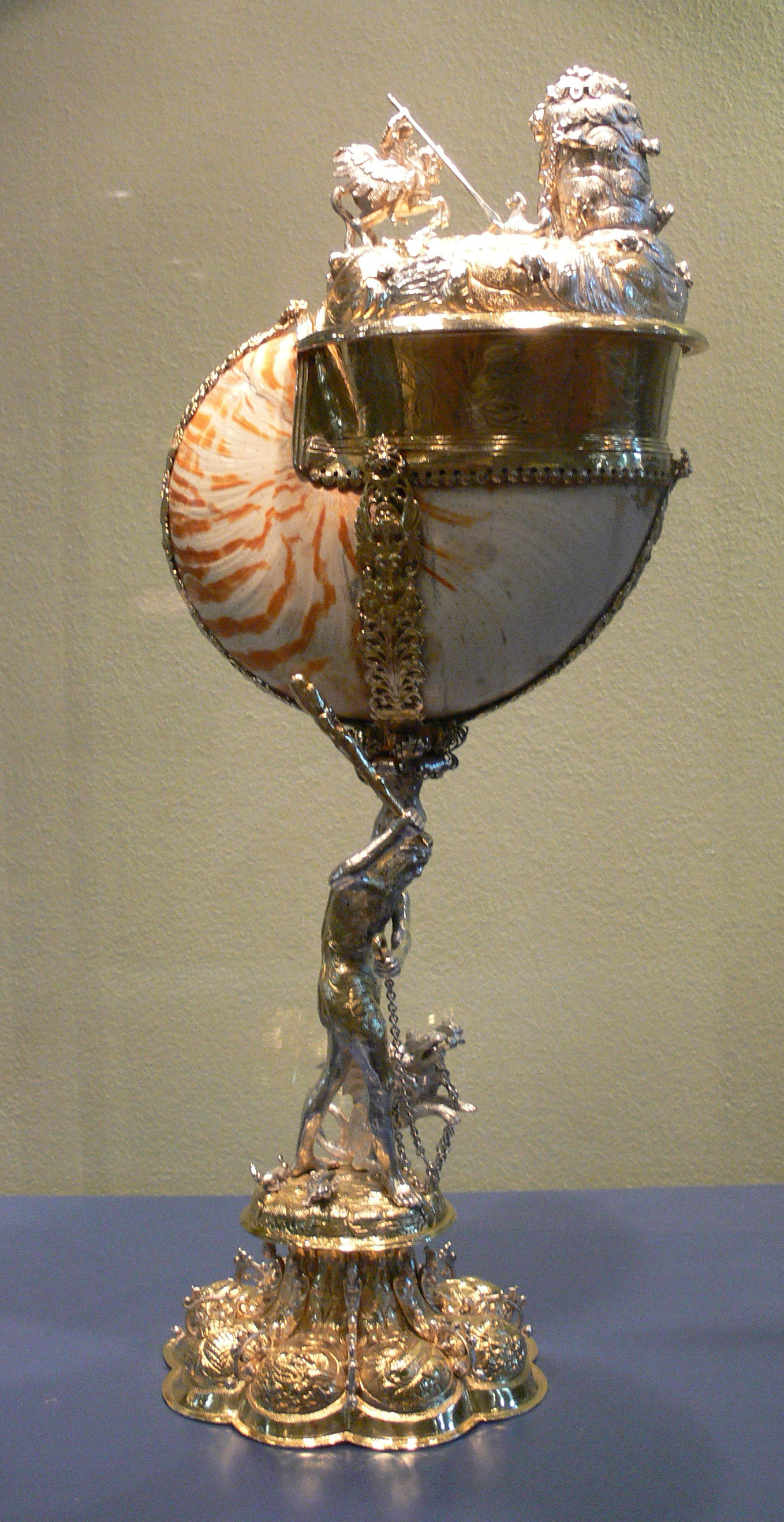
Nautilus-Pokal, Augsburger Goldschmiedearbeit des 17. Jahrhunderts, Spende des am dänischen Hof tätigen Lorenz Spengler an die Zunft zu Fischern seiner Heimatstadt Schaffhausen, 1773 (Schatzkammer Museum zu Allerheiligen Schaffhausen)

Lorenz Spenglers Eltern waren der Maurermeister Johann Conrad Spengler und Maria Peter. Sie schickten ihn 1734 zu dem bedeutenden Regensburger Kunstdrechsler Johannes Martin Teuber in die Lehre. Zehn Jahre später begab er sich in die Wanderjahre, die ihn über Holland nach London führten.
Dort erreichte ihn und andere Künstler ein Ruf nach Kopenhagen, wo er von Christian VI. und seinem Sohn Friedrich V. zum Hofdrechsler, mit Wohnung im Schloss, ernannt wurde. Der König und weitere Persönlichkeiten erlernten von ihm die Drechslerkunst. Zum Kunstkammerverwalter ernannt 1771 behielt er diese Position bis 1806.
Aufgrund seiner vielfältigen Bildung wurde er zum Bibliothekar der Königin berufen. 1776 wurde er Mitglied der Naturforschenden Gesellschaft in Danzig.
Des Weiteren sammelte er Muscheln- und Schneckengehäuse und verfasste darüber einige Abhandlungen. Johann Hieronymus Chemnitz erwähnt ihn in seinen Werken mehrmals. Spengler war Mitglied mehrerer naturwissenschaftlicher Gesellschaften, darunter ab 1761 die Leopoldina.
1773 schenkte er der Zunft zu Fischern in Schaffhausen einen Nautiluspokal. Ein weiterer Pokal, der sogenannte Neptunbecher von 1580/1600, der nur noch in einer Kopie vorhanden ist, stammte aus Spenglers privatem Kunstkabinett und gilt als verschollen. Kunstdrechslerarbeiten von ihm (in Elfenbein, Bernstein u. a.) befinden sich vornehmlich im Kopenhagener Schloss Rosenborg.
Er war der Grossonkel von Johann Conrad Fischer (Metallurg), der ihn auch in Kopenhagen besuchte. Sein Sohn Johan Conrad Spengler wurde ebenfalls Verwalter der Königlichen Kunstkammer.

## Werke
Auserlesne Schnecken, Muscheln und andre Schaalthiere auf allerhöchsten Befehl Sr Königl. Majest. nach d. Orig. gemalt, in Kupfer gest., u. mit natürlichen Farben erleuchtet. Franz Michael Regenfus. Kopenhagen 1780.